# Ranunculus creticus
Ranunculus creticus ist eine Pflanzenart aus der Familie der Hahnenfußgewächse (Ranunculaceae).

## Beschreibung
Ranunculus creticus ist ein stattlicher, ausdauernder Schaft-Hemikryptophyt, der Wuchshöhen von 20 bis 60 Zentimeter erreicht. Die Grundblätter sind nieren- bis kreisförmig, 80 bis 150 Millimeter breit und auf einem Viertel bis der Hälfte der Breite gelappt. Die Abschnitte berühren sich oder überlappen. Es werden 5 bis 15 Blüten gebildet. Die Krone misst 15 bis 20 Millimeter. Die Fruchtköpfchen sind 12 bis 15 Millimeter groß. Die Nüsschen sind 3 Millimeter groß, ei- bis kreisförmig, flach und weisen einen häutigen Flügel auf. Ihr Schnabel ist eingerollt und 1,5 Millimeter groß. 
Die Blütezeit reicht von April bis Juni.
Die Chromosomenzahl beträgt 2n = 16.

## Vorkommen
Ranunculus creticus kommt im Bereich der Ägäis vor. Auf Kreta ist die Art hauptsächlich in Schluchten in Höhenlagen von 0 bis 1300 Meter zu finden, wo sie an Felsen und in schattigen Felsfluren wächst.

## Belege
- Ralf Jahn, Peter Schönfelder: Exkursionsflora für Kreta. Mit Beiträgen von Alfred Mayer und Martin Scheuerer. Eugen Ulmer, Stuttgart (Hohenheim) 1995, ISBN 3-8001-3478-0, S. 102.